# Ridderorden in Tunesië
De bey van Tunis was een vazal van de sultan van Turkije maar de opeenvolgende beys uit het huis der Husainid zijn zich vanaf van het begin van de 17e eeuw steeds meer als onafhankelijke vorsten gaan gedragen. In de 19e eeuw moesten zij de Franse bescherming, een "protectoraat" aanvaarden.
De beys hebben ridderorden en huisorden naar Europees model ingesteld.
- De Huisorde van de Husainid, of "Nishan al-Aila". (1841)
- De Orde van het Bloed, of "Nishan ad-Dim". (1839)
- De Orde van het Fundamentele Verbond of "Nishan al-Ahed al-Aman". (1859)
- De Orde van de Glorie of "Nishan Iftikhar". (1839)

De naam is gelijk aan de exclusieve Ottomaanse Orde van de Glorie.
- De Orde van Abdu'l-Kedir, of "Nishan al-Abdu'l-Kadir". (1911)
- De Orde van Verdienste voor het Onderwijs (?)
- De Orde van Nazir, of "Nishan an-Nazir". (1912)
- De Orde van de Kroon van Tunesië, of "Nishan al-Taj i-Tunisia". (1956)
- De Orde van Onafhankelijkheid, of "Wisam al-Istiqlal". (1956)

Premier Bourguiba maakte al snel na de onafhankelijkheid van Frankrijk op 20 maart 1956 een einde aan de monarchie. De bey werd op 15 juli 1957 onder huisarrest gesteld. Tien dagen later werd hij afgezet. De oude orden werden opgeheven of hervormd.
Een hervormde ridderorde
- De Orde van Onafhankelijkheid, of "Wisam al-Istiqlal". (hervormd in 1959)

De Republiek stelde de volgende orden in:
- De Orde van de Republiek (1959)
- De Nationale Orde van Verdienste
- De Orde van Culturele Verdienste (1966)
- De Orde van Ambachtelijke Verdienste (1971)
- De Orde van Verdienste voor de Landbouw
- De Orde van Verdienste voor het Onderwijs (1979)
- De Orde van de Ingenieurs
- De Orde van Maritieme Verdienste
- De Orde van de 7e November (1988)
- De Orde van Sportieve Verdienste (1957)
- De Orde van Academische Verdienste (1985)